# スターマン・ジョーンズ
『スターマン・ジョーンズ』（原題：Starman Jones）は、アメリカ合衆国のSF作家ロバート・A・ハインラインが書いた長編SF小説である。主要な職業が世襲制となり、組合（ギルド）と呼ばれる組織に管理されている時代に、農民から宇宙船の船長にまで出世した青年の物語である。

## あらすじ
父を亡くしたマクシミリアン・ジョーンズ（愛称はマックス）は、父の再婚相手である継母と２人で農業を営み、ほそぼそと暮らしていた。彼の叔父であるチェスター・ジョーンズは、高名な航宙士で、何度も宇宙を旅していた。チェスター叔父には子供が無かったので、彼はマックスを航宙士の後継者として組合に登録しておこうと、常々話していた。マックスには、読んだ本の内容を全て記憶できるという特別な能力があったので、チェスター叔父からもらった本や図書館から借りた本を読んで、知識を蓄えていった。航宙士になるために…。だが、チェスター叔父が急死してしまった。
やがて、継母が再婚することになった。再婚相手の男は、マックスの農場や家を全て売り払おうと言い出した。大切にしている本も含めて…。我慢できなくなったマックスは、本と身の回り用品だけを持ち、宵闇に紛れて家を離れることにした。目的地は、航宙士組合の本部がある「アースポート」。彼がしばらく歩くと、キャンプをしている浮浪者のような男サムと知り合った。サムは話しぶりから、宇宙に出た経験があるようにみえた。マックスは食事をさせてもらい、その場所で眠りについた。次の朝、マックスが目覚めるとサムはいなくなっていた。大切な本と身分証明書も消えていた。マックスは、親切なトラック運転手の臨時助手をしながら、アースポートを目指した。数日後、目的地についた彼は、組合本部のドアをたたいた。チェスター叔父のことを説明すると、幸いにも会長と会えた。会長は、指紋照会でマックス本人であることを確認すると、「マクシミリアン・ジョーンズは二人目だ」と話した。昨日も、マックスを名乗る男が、身分証明書と本を持って現れたが、指紋をとろうとすると逃げ出したらしい。そしてマックスは、チェスター叔父が後継者登録をしていないことを知った。
失意のうちに本部を去ろうとするマックスに、会長が言った。「その本は、組合員から保証金を預かり貸与していたものだ。保証金を渡すから本を返してくれ」。金を受け取って本部を出たマックスの目に入ったのは、サムの姿だった。怒っているマックスをなだめて、食堂に連れていったサムが提案した。宇宙に出たいならば、変装してニセの身分証明書を作り、来週に出航する宇宙貨客船「アスガルド号」に乗り込まないかと。マックスは同意した。本部から貰った金を使って、顔かたちを少し変え、本物そっくりの身分証明書を作った。乗組員としての知識は、サムは大丈夫だったが、マックスは皆無である。サムが手にいれた本を渡されたマックスは、持ち前の記憶力を使って記載内容を頭にたたきこんだ。そして２人はアスガルド号の乗組員に採用され、船が出航する日には何の問題もなく乗船できた。エアロックが閉じられ、船は宇宙に向けて飛び立った。
船内でのマックスの主な仕事は、植民惑星に届ける家畜や乗客のペット類の世話だ。この仕事で、彼は「クモイヌ」と呼ばれる異星生物と仲良くなった。それは猫ほどの大きさで、猿のような顔と6本の手足を持ち、人間の三歳児程度の知能があって簡単な会話ができた。このクモイヌの飼い主であるエリーとも知り合いになった。ある日、マックスは船長室に呼び出された。彼の履歴書に航宙図係をしたことがあるとの記載を見つけて（もちろんニセ記載である）、操縦室での見習いをさせようというのである。マックスは望んでいたことなので、すぐに承諾した。彼はヘンドリックス博士、サイムズ、ケリーたちの指導を受けながら、航宙図係の仕事を覚えていった。ただサイムズだけは、マックスのことを快く思っていなかった。データを入力するときに、指示を待ちきれずに記憶にあった情報を入れてしまったことから、彼の記憶能力が知られることになった。ヘンドリックス博士は、航宙士への道を進むよう勧め、マックスを航宙士見習いにするよう船長に提言し、そのとおりになった。
アスガルド号は、最初の寄港地ケンタウルス座θ星を廻る惑星ガーソンを離れ、次の目的地であるペガサス座ν星の惑星ハルシオンへの途上にあった。ある日、マックスはヘンドリックス博士の部屋に呼び出された。博士はマックスの経歴記録簿を取り出して言った。「これは本当のことかね」。マックスは、サムのことを除いて真実を話した。どうやら、博士が聞いた普段の会話の中で、宇宙船乗組員なら必ず知っていることをマックスが知らなかったのでバレたらしい。正直に申告したマックスに対して、博士はこのまま勤務を続けさせた。惑星ハルシオンに停泊中に、博士が心臓麻痺で急死し、博士の代わりに船長も当直につくことになった。ハルシオンを離れてから、博士の宇宙葬が行われた。人手不足の中で、マックスも重要な仕事をまかせられたが、サイムズの意地悪は変わらなかった。次の目的地である惑星ノヴァ・テラへの転移（ワープ）データを入力中に、マックスの記憶にある数値と違うものがあった。確認を求めても、サイムズは間違い無いと答える。船長はその数値を使って船を転移させた。アスガルド号は星々の輝く空間に出たが、そこは乗組員の誰も見たことのない空間だった。船は迷子になってしまったのだ。
乗組員が総力をあげて天測を続けたが、恒星の配置とそのスペクトル型は全く航宙図に記載されていない。近くにあった恒星系には、人類の居住可能な惑星があったので、アスガルド号は着陸して一時的なコロニーを建設した。木材で家を造り、船に積んでいた植物の種を栽培し、家畜を殖やすのだ。その惑星には、小型のケンタウルスのような姿をした原住生物がいた。ある日、マックスとエリーはコロニーの外へ出て、ケンタウルスを見ようとした。その群れに近づきすぎた２人は捕まってしまった。ケンタウルスたちには知能があり、道具を使っていた。２人に水と食料を与えることも忘れなかった。マックスたちは、何日間も森の中を歩かされた。諦めかけていたころ、サムが単身で助けにきてくれた。２人を捕らえていた縄を切り、アスガルド号の方向へ逃げる。サムの口からは悲しい言葉が発せられた。船長が転移失敗の責任を感じて、睡眠薬の飲みすぎで亡くなり、サイムズも事故で死んだので、航宙士の仕事ができるのはマックスだけであること。建設中のコロニーは、ケンタウルスたちの襲撃を受けて放棄されたこと…。船まであとわずかのところで、ケンタウルスの群れが追い付いてきた。サムが銃で援護するなか、マックスとエリーは船に乗り込んだが、サムは殺されてしまった。
マックスは、ワルター副長から臨時の船長になってくれないかと言われたが、固辞した。しかし、船の運航に必要な航宙士しか船長になれない、副長の私には航宙士の資格がないと説得され、やむなく船長を引き受けた。サイムズは、ブレイン船長が亡くなったあとに、自分が次期船長になるのだと反乱を起こしたために、警備員の手で殺されていた。船内にあった航宙用の換算表や一覧表は、サイムズが地上のどこかに隠していたが、彼が死んだために発見できない。そのデータはマックスの記憶にあるだけだ。アスガルド号は、マックス船長の指揮のもとで惑星を離れ、転移点までの航行を開始した。転移に失敗したときのデータを逆から探り出し、マックスの頭にある情報を声に出して入力していく。重圧のためにマックスは諦めかけたが、背後にヘンドリックス博士の存在を感じ、それを心の支えにして入力を続けた。転移する時間がきて、マックス船長はボタンを押した。現れた星空は、乗組員の見慣れたものだった。アスガルド号は、もとの空間に帰還したのだ。ほっとしてマックスが振り向いてみても、もちろん博士の姿はなかったが、ケリーはマックスの声が博士のようだったと話した。
マックスは、かつての自分の農場に来ていた。家はまだ残っていたが、あちこちが壊れていたし、農地は発電所になっていた。継母と再婚相手が、どうなっているのかも知らない。いま彼は航宙士補として「エリザベス女王号」に乗っている。かつて船長まで務めたアスガルド号に、「助手」の身分として乗ることなどできなかったのだ。仲の良かったエリーは、親の決めた相手と結婚したという手紙をよこした。そして、アスガルド号での事件が世間に知られると、組合（ギルド）は間違っていて全ての人間に機会を与えるべき、との声が高まってきている。いつの日にか、マックスはそのための政治活動に関われるほどの地位になっていることだろう。

## 主な登場人物
- マクシミリアン・ジョーンズ - 本作の主人公で、愛称はマックス。宇宙船の乗組員になることを夢見ていた。
- サム - マックスの相棒となった男。宇宙に出た経験があるらしい。
- ブレイン - 宇宙貨客船アスガルド号の船長。
- ヘンドリックス博士 - アスガルド号の主任航宙士。
- ワルター - アスガルド号の副長。船が着陸しているときには船長以上の権限を持つ。
- サイムズ - アスガルド号の航宙士補。マックスを快く思っていない。。
- ケリー - アスガルド号の主任電算機係。
- エルドゥレス - アスガルド号の乗客の少女。愛称はエリー。マックスとは仲が良い。

## 日本語訳書誌情報
- 『スターマン・ジョーンズ』　矢野徹訳　ハヤカワ文庫SF　SF369　1979年12月発行